# シリンゴポーラ
シリンゴポーラ（Syringopora）は、絶滅した輪形の板状サンゴの属である。

## 解説
オルドビス紀からペルム紀までの岩石で見られますが、シルル紀、デボン紀、および石炭紀の間に最も広く分布していました。
オハイオ州のコロンバス石灰岩や、カンザス州のリコンプトン石灰岩のスプリングブランチメンバーなどで見つかっています。
日本国内では、2004年に宮崎県にて、国内最古級の新種のサンゴ化石「シリンゴポーラ・ウツノミヤイ」がサラリーマン化石ハンターの宇都宮聡により発見されている。